# Königsee
Königsee là một thị xã thuộc huyện Saalfeld-Rudolstadt, trong bang Thüringen, nước Đức. Đô thị Königsee có diện tích 31,49 km². Đô thị này có cự ly 12 km về phía đông của Ilmenau, và 35 km về phía nam của Erfurt.